# Дювал (окръг, Флорида)
Вижте пояснителната страница за други значения на Дювал.
Окръг Дювал (на английски: Duval County) е окръг в щата Флорида, Съединени американски щати. Площта му е 2378 km², а населението - 850 962 души. Административен център е град Джаксънвил.